# 아야카시 (비디오 게임)
아야카시(アヤカシ, Ayakashi)는 2005년 크로스넷에서 개발한 에로게 비주얼 노벨이다. 이후 2006년에 "아야카시 H"라는 이름으로 속편이 출시되었다. 2007년에는 12개의 에피소드로 구성된 애니메이션 각색이 방영되었다. 애니메이션 출시를 기념하기 위해 아야카시 팩이라는 게임의 번들 출시가 2007년 12월 14일 출시되었다. 아야카시와 아야카시 H가 둘 다 들어있다.

## 줄거리
아야카시는 호스트에게 초능력을 부여하는 기생 생명체이지만, 그 대가로 이러한 힘을 사용하면 호스트에게 육체적, 정신적 피해가 증가하여 결국 호스트의 죽음을 초래한다. 쿠사카 유우는 소중한 소꿉친구의 죽음으로 삶의 의지를 잃은 학생이다. 그는 "요아케 에임"이라는 신비한 소녀의 도착으로 우울증에서 벗어나고 그의 삶은 다시는 예전과 같지 않는다. 아야카시와 그 무리에게 쫓기던 유우의 힘이 깨어나 끝없는 전투가 시작된다.

## 아야카시 H
배경은 아야카시 사건이 일어난 지 한 달 후이다.